# Isoplatoides tripustulatus
Isoplatoides tripustulatus är en stekelart som beskrevs av Girault 1929. Isoplatoides tripustulatus ingår i släktet Isoplatoides och familjen puppglanssteklar. Inga underarter finns listade i Catalogue of Life.